# Eskilsby och Snugga
Eskilsby och Snugga – miejscowość (tätort) w Szwecji, w regionie administracyjnym (län) Västra Götaland, w gminie Härryda.
Według danych Szwedzkiego Urzędu Statystycznego liczba ludności wyniosła: 251 (31 grudnia 2015), 256 (31 grudnia 2018) i 258 (31 grudnia 2019).